# Makwan Amirkhani
Makwan Amirkhani (ur. 8 listopada 1988 w Kermanszahu) – fiński zawodnik mieszanych sztuk walki (MMA) wagi piórkowej oraz zapaśnik pochodzenia irańskiego. W latach 2015–2023 zawodnik federacji UFC. Aktualnie związany z czesko-słowacką organizacją Oktagon MMA. 

## Życiorys
Amirkhani urodził się w Kermanszahu, w Iranie, w kurdyjskiej rodzinie. Jego rodzina uciekła z Iranu do Iraku i osiedliła się w obozie dla uchodźców Al-Tash UNHCR. W następstwie wojny iracko-irańskiej rodzina została przesiedlona do Vaasa w Finlandii około 1993 roku. Dorastając jako mały imigrant w tym mieście był gnębiony fizycznie i psychicznie od przedszkola aż do wyższej szkoły powszechnej. W 2004 roku przeprowadził się z rodziną do Turku, gdzie uczęszczał do Liceum Ogólnokształcącego. W późniejszym czasie przeniósł się do Kotki, aby uczyć się w liceum przystosowanym dla uczniów z zawodowymi aspiracjami sportowymi. Po czasie porzucił jednak szkołę i wrócił do Turku, gdzie dwukrotnie nie zdał matury. Ostatecznie za trzecim podejściem został przyjęty na studia do Instytutu Sportu Pajulahti, który ukończył.
Wywodzi się z amatorskiego środowiska zapaśniczego, trenował od najmłodszych lat, rywalizując w reprezentacji Finlandii; zdobywając srebro w Mistrzostwach Finlandii we stylu dowolnym w 2010 roku i brąz w 2013 roku w zapasach grecko-rzymskich.

## Osiągnięcia[6]

### Mieszane sztuki walki
- 2015: Bonus za występ wieczoru[7]

Nordic MMA Awards – MMAviking.com:
- 2012: Showman Roku[8]
- 2015: Nokaut Roku[9]
- 2015: Zawodnik Roku[10]

### Zapasy
- 2012: Zwycięzca Finnish Cup 74 kg (163 lbs) – styl wolny[11]
- 2012: Zwycięzca Finnish Cup 74 kg (163 lbs) – styl klasyczny[12]
- 2013: Zwycięzca Finnish Cup 74 kg (163 lbs) – styl klasyczny[13]
- 2013: Brązowy medalista Finnish Nationals 66 kg (145 lbs) – styl klasyczny

## Lista zawodowych walk w MMA
| Wynik     | Bilans | Przeciwnik (bilans przed walką) | Rozstrzygnięcie                         | Runda | Czas | Rozgrywki                              | Data       | Miejsce      | Uwagi\|-                                                |
| --------- | ------ | ------------------------------- | --------------------------------------- | ----- | ---- | -------------------------------------- | ---------- | ------------ | ------------------------------------------------------- |
| Wygrana   | 18-11  | Fernando Flores (12-13)         | Poddanie (duszenie anakonda)            | 3     | 3:51 | ICF 3                                  | 28.12.2024 | Vantaa       | Main Event. Pojedynek w limicie umownym -68 kg.         |
| Przegrana | 17-11  | Attila Korkmaz (14-8)           | Poddanie (duszenie zza pleców)          | 3     | 3:37 | Oktagon 58: Vémola vs. Végh 2          | 08.06.2024 | Praga        | Walka rezerwowa turnieju w wadze lekkiej.               |
| Przegrana | 17-10  | Mochamed Machaev (13-1)         | TKO (ciosy pięściami)                   | 3     | 0:06 | Oktagon 54: Kincl vs. Wawrzyniak       | 02.03.2024 | Ostrawa      | Debiut w Oktagon MMA. Walka turniejowa w wadze lekkiej. |
| Przegrana | 17-9   | Jack Shore (16-1)               | Poddanie (duszenie zza pleców)          | 2     | 4:27 | UFC 286                                | 18.03.2023 | Londyn       |                                                         |
| Przegrana | 17-8   | Jonathan Pearce (12-4)          | TKO (ciosy pięściami w parterze)        | 2     | 4:10 | UFC Fight Night: Aspinall vs. Blaydes  | 23.07.2022 | Londyn       |                                                         |
| Wygrana   | 17-7   | Mike Grundy (12-3)              | Poddanie (duszenie anakonda)            | 1     | 0:57 | UFC Fight Night: Volkov vs. Aspinall   | 19.03.2022 | Londyn       | Bonus za występ wieczoru.                               |
| Przegrana | 16-7   | Lerone Murphy (10-0-1)          | KO (kolano)                             | 2     | 0:14 | UFC 267                                | 30.10.2021 | Abu Zabi     |                                                         |
| Przegrana | 16-6   | Kamuela Kirk (10-4)             | Decyzja (jednogłośna)                   | 3     | 5:00 | UFC Fight Night: Rozenstruik vs. Sakai | 05.06.2021 | Las Vegas    |                                                         |
| Przegrana | 16-5   | Edson Barboza (20-9)            | Decyzja (jednogłośna)                   | 3     | 5:00 | UFC Fight Night: Moraes vs. Sandhagen  | 10.10.2020 | Abu Dhabi    |                                                         |
| Wygrana   | 16-4   | Danny Henry (12-3)              | Poddanie (duszenie anaconda)            | 1     | 3:15 | UFC 251                                | 11.07.2020 | Abu Dhabi    |                                                         |
| Przegrana | 15-4   | Shane Burgos (12-1)             | TKO (ciosy pięściami)                   | 3     | 4:32 | UFC 244                                | 02.11.2019 | Nowy Jork    |                                                         |
| Wygrana   | 15-3   | Chris Fishgold (18-2-1)         | Poddanie (duszenie anaconda)            | 2     | 4:25 | UFC on ESPN+ 10: Gustafsson vs. Smith  | 01.06.2019 | Sztokholm    | Bonus za występ wieczoru.                               |
| Wygrana   | 14-3   | Jason Knight (20-4)             | Decyzja (niejednogłośna)                | 3     | 5:00 | UFC Fight Night: Thompson vs. Till     | 27.05.2018 | Liverpool    |                                                         |
| Przegrana | 13-3   | Arnold Allen (11-1)             | Decyzja (niejednogłośna)                | 3     | 5:00 | UFC Fight Night: Manuwa vs. Anderson   | 18.03.2017 | Londyn       |                                                         |
| Wygrana   | 13-2   | Mike Wilkinson (9-1)            | Decyzja (jednogłośna)                   | 3     | 5:00 | UFC Fight Night: Silva vs. Bisping     | 27.02.2016 | Londyn       |                                                         |
| Wygrana   | 12-2   | Masio Fullen (10-4)             | Poddanie (duszenie zza pleców)          | 1     | 1:41 | UFC Fight Night: Jędrzejczyk vs. Penne | 20.06.2015 | Berlin       |                                                         |
| Wygrana   | 11-2   | Andy Ogle (9-5)                 | TKO (latające kolano i ciosy pięściami) | 1     | 0:08 | UFC on Fox: Gustafsson vs. Johnson     | 24.01.2015 | Sztokholm    | Debiut w UFC. Bonus za występ wieczoru.                 |
| Wygrana   | 10-2   | Yohan Guerin (5-3)              | Decyzja (jednogłośna)                   | 3     | 5:00 | Cage 26                                | 05.04.2014 | Turku        | Limit umowny -68 kg.                                    |
| Przegrana | 9-2    | Adam Ward (11-6)                | Decyzja (jednogłośna)                   | 3     | 5:00 | Cage 24 – Turku 3                      | 09.11.2013 | Turku        |                                                         |
| Wygrana   | 9-1    | Nayeb Hezam (14-14)             | Poddanie (duszenie D'Arce)              | 1     | 3:54 | Fight for Glory – First Round          | 06.04.2013 | Turku        | Powrót do wagi piórkowej.                               |
| Wygrana   | 8-1    | Tom Duquesnoy (4-0)             | Poddanie (duszenie D'Arce)              | 1     | 1:50 | Cage 21 – Turku 2                      | 02.02.2013 | Turku        | Debiut w wadze koguciej.                                |
| Wygrana   | 7-1    | Semen Tyrlya (6-3)              | Poddanie (duszenie zza pleców)          | 1     | 3:03 | StandUpWar 3 – Rising Stars            | 27.10.2012 | Tampere      |                                                         |
| Wygrana   | 6-1    | Johannes Isaksson (4-0-1)       | Poddanie (skrętówka)                    | 1     | 1:50 | Botnia Punishment 12                   | 14.09.2012 | Seinäjoki    |                                                         |
| Wygrana   | 5-1    | Kari Päivinen (3-0)             | Poddanie (duszenie gilotynowe)          | 1     | 2:23 | Lappeenranta Fight Night 7             | 14.04.2012 | Lappeenranta |                                                         |
| Wygrana   | 4-1    | Aleksejs Povulans (2-2)         | Decyzja (jednogłośna)                   | 3     | 5:00 | Cage 18 – Turku                        | 03.03.2012 | Turku        |                                                         |
| Wygrana   | 3-1    | Lauri Väätäinen (5-4)           | Poddanie (skrętówka)                    | 1     | 0:50 | Cage 16 – 1st Defense                  | 08.10.2011 | Espoo        |                                                         |
| Przegrana | 2-1    | Viktor Tomasevic (2-2)          | Poddanie (duszenie trójkątne rękoma)    | 1     | 2:45 | Karkkila Fight Night 1                 | 18.06.2011 | Karkkila     |                                                         |
| Wygrana   | 2-0    | Markus Rytöhonka (0-0)          | Poddanie (duszenie trójkątne rękoma)    | 1     | ?    | TF – Turkuu Sport & Extreme Expo       | 09.04.2011 | Turku        |                                                         |
| Wygrana   | 1-0    | Tadas Aleksonis (1-0-1)         | Poddanie (duszenie zza pleców)          | 1     | 1:21 | TF 2 – Champions Are Here              | 23.10.2010 | Turku        |                                                         |